# Snippadomen
Snippadomen eller snippafallet var en dom som meddelades i Hovrätten för Västra Sverige den 23 februari 2023. En man som i tingsrätten blivit dömd för två fall av våldtäkt mot barn till tre års fängelse friades i hovrätten på grund av en strikt definition av ordet ”snippa”, hämtad från Svensk ordbok. Hovrättens första dom ogiltigförklarades senare och i en ny dom i mars 2024 fastslog hovrätten domen från tingsrätten.

## Bakgrund
En liten flicka följde sommaren 2021 med en 50-årig man in i ett förråd under ett besök hos Frälsningsarmén i en medelstor svensk stad. Åklagaren beskrev senare att ”XX har genom att föra sin hand innanför målsägandens shorts och trosor, hålla handen på målsägandens snippa och ha ett finger inne i snippan, utfört en sexuell handling med NN som var tio år”. Ett liknande övergrepp ska senare ha skett i ett annat rum som de gick vidare till. På väg hem efter besöket berättade flickan om vad som hänt för modern.

## Rättegången

### Tingsrätten
I tingsrätten dömdes mannen för två fall av våldtäkt mot barn, för de båda tillfällena med flickan, till tre års fängelse.

### Hovrätten
I hovrätten friades mannen, trots att hovrätten trodde på det flickan sa, men att det var oklart om det betydde att mannens fingrar varit inne i hennes slida.
Av domen som meddelades i hovrätten den 23 februari 2023 framgick att ”Åklagarens påstående att XX fört sin hand innanför målsägandens shorts och trosor, hållit på henne snippa och haft ett finger inne i snippan är styrkt”. Fyra av domarna var osäkra på hur barnet tolkade ordet snippa och hänvisade till Svensk ordboks definition av snippa; "kvinnans yttre könsorgan". De menade att eftersom det handlade om yttre könsorganen kunde inte ett finger i snippan säkert innebära att handlingarna var "jämförliga med samlag". De menade också att trots att flickan sagt att mannens fingrar var "typ långt inne", kunde det förbises eftersom hon svarat att det var "svårt att förklara" på hur långt in de var.
Det var fem ledamöter som var inblandade i domen, tre juristdomare, varav en var kvinna, och två nämndemän. Kvinnan var den enda av ledamöterna som menade att det inte kan "tolkas på något annat sätt än att hon menar att mannen penetrerat hennes vagina med sitt finger".
Eftersom åklagaren inte hade yrkat på något annat brott än våldtäkt mot barn friades mannen. Att mannen friades trots att hovrätten trodde på flickans berättelse, och att hovrätten kände sig tvungna att slå upp ordet ledde till att fallet uppmärksammades. I stort sett genomgående rapporterades att hovrätten inte kunde döma för sexuellt ofredande, inklusive av hovrättens ordförande, på grund av åklagarens yrkande. Men bland annat Dana Pourkomeylian på Dagens juridik menar att eftersom "gärningsbeskrivningen också täcker rekvisiten för ett annat brott", kunde hovrätten dömt mannen.

### Högsta domstolen
Några dagar efter att domen i hovrätten meddelats kom information om att åklagaren vänt sig till Åklagarmyndighetens utvecklingscentrum gällande överklagan. Riksåklagaren Petra Lundh överklagade därefter domen till Högsta domstolen (HD). 15 maj 2023 meddelade HD att prövningstillstånd beviljats, och att man skulle pröva frågan om rättegångsfel hade förekommit i hovrätten. 17 november samma år kom HD:s beslut, där man konstaterade att hovrätten hade haft skyldighet att vidta åtgärder för att kunna pröva gärningen även mot andra brottsrubriceringar än våldtäkt mot barn. Eftersom så inte skett beslutade HD att rättegången skulle tas om i hovrätten.

## Efterspel
Kort efter att domen uppmärksammades spreds inlägg på Twitter och Instagram under hashtaggen #jagvetvadensnippaär. Hashtaggen skapades av Caroline Svelid, som är aktiv på Instagram under namnet prickenrosa, när hon på sitt konto lade ut en bild med hashtagtexten på rosa bakgrund och uppmanade sina följare att sprida den.
Den 27 februari 2023 hade Hovrätten för Västra Sverige anmälts av ett flertal personer till Justitieombudsmannen (JO). Den 2 mars hade 90 000 personer skrivit på ett upprop som startades av Nina Rung som riktade sig till justitieminister Gunnar Strömmer (M). Uppropet gällde ett krav på att "en nationell utbildning om sexualbrott införs inom rättsväsendet".  Hovrätten fick ta emot hundratals klagomål och antalet som begärde ut domen var betydligt fler än vanligt sa Anders Hagsgård, myndighetschef på Hovrätten för Västra Sverige, i en intervju med SVT den 2 mars 2023.
Den 2 mars 2023 meddelade två av nämndemännen som hade deltagit i hovrättens beslut att de lämnar sina uppdrag. De var båda tillsatta efter nominering av Socialdemokraterna och de avgick efter att ha blivit kallade till ett möte med Socialdemokraterna i Göteborg. Enligt distriktsordföranden valde de själva att avgå, och att mötet genomfördes för att ge "medlemsvård" och "coacha" nämndemännen. Nämndemännens riksförbund reagerade starkt, och menade att det verkar som att politikerna uppmanade till avgång för att de inte gillade domen. Riksförbundets ordförande berättade att det bekräftades av en utskrift av samtalet under mötet som de fått del av. Även om politiska partier nominerar nämndemän ska de vara självständiga. Dagen efter samlades omkring 200 personer på Medborgarplatsen för att "demonstrera för att fallet ska prövas i Högsta domstolen så att flickan och alla andra barn kan få upprättelse". Bakom demonstrationen stod Treskablinoll.
Hovrättsdomaren, som dömde i målet, sa i en intervju med Dagens Nyheter som publicerades den 4 mars att han visste vad en snippa är, men att det inte är intressant för domen. Huvudpoängen är vad den tioåriga flickan menade med ordet, och att han menar att det var det som inte var tillräckligt tydligt. Han understryker att beviskraven är mycket höga för att utesluta rimligt tvivel, men var öppen för att andra domare skulle kunna ha kommit till en annan slutsats.
Den 6 mars 2024 avkunnade hovrätten sin nya dom. Den åtalade mannen dömdes till tre års fängelse för två fall av våldtäkt mot barn.